# جون بيرغ
جون بيرغ (بالإنجليزية: John Berg)‏ هو كاهن كاثوليكي أمريكي، ولد في 1970 في مينيسوتا في الولايات المتحدة.